# Abaji
Abaji est un chanteur, auteur, compositeur et musicien multi-instrumentiste d’origine arménienne.

## Biographie

### Jeunesse & adolescence
Abaji, né à Beyrouth, est le fils d’un père grec (il quitte Smyrne en 1922) et d’une mère arméno-syrienne d’Istanbul,.
Il passe son enfance et son adolescence dans la capitale du Liban et y découvre la musique, notamment la guitare folk, à 11 ans. Il vit également la musique grecque lors des fêtes de famille et la musique orientale dans la rue.
En février 1976, alors qu’il n’a que 17 ans, la guerre du Liban le force à l’exil. Dès son arrivée en France, il est accueilli dans un internat en région parisienne et commence à écrire des chansons. Abaji raconte avoir l’impression de naître à ce moment-là.
Pendant son adolescence, il est inspiré par Cat Stevens, Bob Dylan, Fairuz et Ravi Shankar. Il considère Jimmy Page comme le parfait guitariste car il expérimente entre la guitare électrique et l’acoustique. Abaji est fasciné par sa façon de jouer en percussions sur les cordes de sa guitare acoustique et par sa production de sons aériens sur l’électrique. L’expérimentation et la découverte l’attirent.
Avant d’entamer sa carrière de musicien reconnu, Abaji étudie et se spécialise dans les médecines chinoises et les arts martiaux, notamment le Tai-Chi-Chuan qu’il pratique depuis plus de quarante ans. Il devient thérapeute de psychomotricité et travaille plus de sept ans dans des services psychiatrique d’urgence proposant Tai-Chi et techniques de relaxations aux patients.

### Carrière
Le parrain musical d’Abaji lors de ses débuts parisiens est Gabriel Yared, qu’il parvient à rencontrer après un an de relance. Le jeune libanais lui présente quelques K7 de ses créations et le coup de foudre musical est immédiat,.
Celui qu’on surnomme le « troubadour des Bédouins » débute sur scène et fait les premières parties d’artistes reconnus comme Geoffrey Oryema, John Mc Laughlin, Suzanne Vega…

#### L'artiste
Abaji est un collectionneur d’instruments du monde entier. Il en possède plus de 300. Il les collecte au cours de ses voyages et ses concerts : aux États-Unis, en Nouvelle-Zélande, en Afrique du Sud, au Pakistan, en Inde, au Liban, au Maroc, au Costa Rica, en Océanie, en Amérique Centrale, dans différents pays d’Afrique et d’Europe…
Ce poly-instrumentiste adore improviser, expérimenter. Il apprend un nouvel instrument tous les 4 à 5 mois (saz, zarb, flûtes, saxophone en bambou, doudouk…).
Passionné par la lutherie et fan d’instruments anciens qu’il ressuscite, comme une guitare-harpe à double manche du XIXème ou son saxophone en bambou sud-américain, il joue également du sitar, de la guitare à 6 et 12 cordes et de l’harmonica. Il est également l’inventeur d’une guitare-sitar à 5 cordes qu’il joue avec un archet.

#### Ses albums
Son premier album, Paris-Beyrouth, sort en 1996. Francis Varis et son accordéon l’accompagnent. Abaji y mêle des accents de musique orientale et de blues et ses textes sont en arabe, en anglais et en français. Le titre Zahra Hamra figure sur la compilation Internationale Planète de R.F.I.
Ce premier album lui permet d’être invité par Jean Félix Lalanne à l’Olympia pour son événement « Autour de la guitare ». Abaji apparaît aussi sur la compilation Desert Blues 2 (Network) avec le titre Gibran (hommage au poète Kahlil Gibran) en 2002. C’est un succès international.
Son second album Oriental Voyage sort en 2003, sur le label Network. Il rend hommage à ses arrière-grands-mères d’Arménie et de Grèce. On y retrouve des cordes pincées (oud, guitare-harpe, bouzouki, sitar, tampoura…), du daff, de l’harmonica et de la flûte. Il y peint une vision du désert avec pour thèmes le sable (Raml), l’eau (Maa), l’oasis (El Wahha) et l’étoile (Nejmet).
Pour son album Nomad Spirit, Abaji s’entoure du percussionniste indien Ramesh Shotham avec son Tavil, du joueur marocain d'Ud et de Guembri Majid Bekkas et du musicien arménien Djivan Gasparyan. Il fait une tournée notamment en Allemagne, accompagné par Ramesh Shotham où il jouera devant plus de dix mille personnes. Cet album se tourne vers l’héritage spirituel inspiré par ses arrière-grands-pères de Smyrne et d’Alep.
En 2009, Abaji sort l’album Origine Orients où il chante en cinq langues. En français, sa langue maternelle, en arabe, langue de la rue de Beyrouth, en turc, en grec et en arménien. Cet album est enregistré en deux jours avec une seule prise par titre. Pour chaque enregistrement, Abaji porte une grande attention au son. Il réalise l’enregistrement, le mix et le mastering avec pour objectif de n’avoir aucune correction, de réaliser chaque morceau en une prise unique.
Il est invité à Lahore, au Pakistan, pour jouer pour la famille de Nusrat Fateh Ali Khan .
Son dernier album Routes & Roots est composé de 17 morceaux gardés sur soixante enregistrés en quatre jours. Leur mixage prend plus de temps. Toujours fait par Abaji, il est soumis à son calendrier de déplacements et ses engagements dans le monde entier (Durban en Afrique du Sud, l’île Vanuatu dans l’Océan Pacifique, le Panama ou encore le Costa Rica…). En 2010, Abaji est invité à jouer sur NPR dans l'émission « Tiny Desk Concert ».

#### Compositeur pour l’image
Le musicien enregistre ses albums, se produit sur scène mais compose également des musiques pour l’image et des spectacles vivants.
Sa discographie dans ce secteur compte près de 37 albums dont Eléments qui a servi à illustrer des centaines de films et documentaires. Ses thèmes de créations sont aussi variés que L’Inde, l’Exil, Le Moyen-Orient et des musiques d’investigation… des musiques qui sont utilisées pour des productions télévisuelles ou cinématographiques mondiales.
En 2016, le label 1 Revolution Music, dirigé par le compositeur de trailers Yoav Goren, sort ses nouveaux disques dans le domaine tandis qu’il collabore également avec Ustad Naseeruddin Saami.
Il compose pour le cinéma et la télévision avec les labels Kosinus et Cézame Music Agency mais aussi pour le théâtre et la danse - il a créé de nombreux spectacles avec sa danseuse fétiche Nawal Raad.

## Discographie
- 1996 : Paris-Beyrouth
- 2000 : Bedouin Blues
- 2003 : Oriental Voyage
- 2005 : Nomad spirit
- 2005 : Les mille et une nuits (accompagnement musical des contes dits par Jihad Darwiche)
- 2009 : Origine Orients
- 2016 : Route&Roots
- 2021 : Blue Shaman